# Унутрашњи магистрални полупрстен
Унутрашњи магистрални полупрстен је градска магистрална саобраћајница у Београду у изградњи. Саобраћајница ће повезивати Нови Београд са Палилулом, заобилазећи центар града и растерећујући саобраћај у центру. Саставни део Унутрашњег магистралног полупрстена је Мост на Ади.